# Annejan Mieras
Annejan Mieras (Amsterdam, 1965) is een Nederlands kinderboekenschrijfster. In 2024 won zij de Gouden Griffel voor het boek Het kleine heelal.

## Biografie
Mieras studeerde bouwkunde aan de TU Delft, waar ze afstudeerde op het ontwerpen van een basisschool. Na vijftien jaar werkzaam te zijn geweest als architect maakte ze een carrièreswitch naar lesgeven in het basisonderwijs, op een vrije basisschool in Rotterdam.
Als kind las Mieras niet vaak, maar hield ze wel van boeken. Na een schrijfcursus begon ze zelf te schrijven. Haar eerste boek, Portiek Zeezicht, verscheen in 2018 bij Lemniscaat. In 2023 kwam Het kleine heelal uit.

## Prijzen
- 2020: Vlag en Wimpel voor Homme en het Noodgeval[4]
- 2022: Charlotte Köhler Stipendium, een geldbedrag van € 5.000,- voor talentvolle beginnende schrijvers, uitgereikt door de auteursbond.[5]
- 2024: Zilveren en Gouden Griffel voor Het kleine heelal[6][7]

## Bestseller 60
| Boeken met noteringen in de Nederlandse Bestseller 60 | Jaar van verschijnen | Datum van binnenkomst | Hoogste positie | Aantal weken | Opmerkingen |
| ----------------------------------------------------- | -------------------- | --------------------- | --------------- | ------------ | ----------- |
| Het kleine heelal                                     | 2023                 | 02-10-2024            | 4               | 4            |             |